# Estadio Michel d'Ornano
El Estadio Michel d'Ornano es un estadio de usos múltiples en Caen, Francia. En la actualidad se utiliza sobre todo para los partidos de fútbol y es el estadio del Stade Malherbe Caen. Es el nombre del político francés Michel d'Ornano, ex presidente regional de Baja Normandía.
El estadio fue construido en 1993 para reemplazar al Stade de Venoix, y tiene una capacidad de 21 500 personas.

## Partidos internacionales
La Selección de fútbol de Francia jugó dos veces en este estadio:
- Francia 3 - 1  Rusia (28 de julio de 1993)
- Francia 2 - 0  Israel (15 de noviembre de 1995)

La Selección de fútbol Sub-21 de Francia jugó en este estadio durante la clasificación para la Eurocopa Sub-21 de 2007:
- Francia 1 - 1  Israel (7 de octubre de 2006)

La Selección de fútbol Sub-19 de Francia jugó en este estadio durante el Campeonato Europeo de la UEFA Sub-19 2010:
- Francia 4 - 1  Países Bajos (18 de julio de 2010)
- Francia 2 - 1  Croacia (27 de julio de 2010)
- Francia 2 - 1  España (30 de julio de 2010)

Durante la preparación para la Copa Mundial de Fútbol de 1998, la Selección de fútbol de Inglaterra jugó un partido amistoso contra el Stade Malherbe Caen:
- Stade Malherbe Caen 0 - 1  Inglaterra (9 de junio de 1998)

## Asistencias
El promedio de asistencia depende en gran medida de los resultados del Stade Malherbe Caen. Los partidos que se juegan regularmente se agotaron cuando el club juega en la Ligue 1, y la asistencia media es de alrededor de 10 000 al SM Caen cuando compite en la segunda división.
El récord de asistencia en el Stade d'Ornano fue de 20 972, para un partido contra el Olympique de Marsella en 2004.